# Frankie and Johnny (sang)
"Frankie and Johnny" er en komposition af Hughie Cannon fra 1904 og er indsunget af bl.a. Elvis Presley. "Frankie and Johnny" var titelnummer til Elvis Presley-filmen Frankie and Johnny fra 1966. Sangen blev indspillet af Elvis hos Radio Recorders i Hollywood den 14. maj 1965.
Eftersom ophavsrettighederne ikke længere omfattede sangen, blev "Frankie and Johnny" i Elvis Presleys version tillige krediteret Fred Karger, Ben Weisman og A. Gottlieb som kompositører. Elvis udgav sangen på A-siden af en singleplade med "Please Don't Stop Loving Me" som B-side. Herudover var sangen på filmens soundtrack, der ligeledes hed Frankie and Johnny og udkom i april 1966, samtidig med singlen.
"Frankie and Johnny" er endvidere på CD'en fra 18. juli 1995 Command Performances – The Essential 60's Masters, vol. 2, som er en samling af de bedre af Elvis' filmsange fra 1960'ernes mange spillefilm.

## Besætning
Ved indspilningen af "Frankie And Johnny" og de øvrige sange i filmen deltog:
- Elvis Presley – sang
- The Jordanaires – kor
- Eileen Wilson – kor
- George Worth – trompet
- Richard Noel – trombone
- John Johnson – tuba
- Gus Bivona – saxofon
- Scotty Moore – guitar
- Tiny Timbrell – guitar
- Charlie McCoy – guitar, og mundharmonika
- Larry Muhoberac – klaver
- Bob Moore – bas
- D.J. Fontana – trommer
- Buddy Harman – trommer

## Andre kunstnere
Sangen er indspillet af en lang række andre kunstnere, bl.a.
- Ted Lewis
- Johnny Cash
- Brook Benton
- Sam Cooke